# Szatańskie tango (powieść)
Szatańskie tango (węg. Sátántangó) – wydana w 1985 roku, pierwsza powieść węgierskiego pisarza László Krasznahorkaiego. Ten debiut literacki został nie tylko dostrzeżony przez krytyków, ale też obwołany wydarzeniem literackim, obsypany nagrodami, a w parę lat później sfilmowany. Autor, porównywany często z Kafką i Márquezem, przedstawia w powieści wizję równoczesnego rozpadu świata ludzkiego i świata przyrody, swoisty taniec śmierci. 

## Fabuła
Miejscem akcji jest fikcyjna osada, gdzieś na południowym wschodzie Węgier, w której w skromnych warunkach, wegetuje garstka ludzi. Wokół panuje monumentalny, niemal kosmiczny rozkład, spotęgowany przez nieustannie padający październikowy deszcz. Głównymi bohaterami powieści są praktycznie wszyscy mieszkańcy osady. Poznajemy ich w momencie kiedy dojrzewają do myśli, aby raz na zawsze porzucić swoją wieś i szukać szczęścia gdzie indziej. Od lat nie opuszcza ich poczucie beznadziejności. Żyją z dnia na dzień, porzuciwszy już wszelką nadzieję na jakąkolwiek odmianę losu. Popadają w choroby, piją, kradną, zdradzają się nawzajem, nawet młode dziewczyny nie widzą nic zdrożnego w sprzedawaniu się za marne grosze. A wszystko po to, aby choć na chwilę oddalić od siebie myśli o otaczającym ich świecie, który – takie odnoszą wrażenie – skazał ich na pogrzebanie za życia.
Pewnego dnia w owym beznadziejnym krajobrazie zjawia się charyzmatyczna postać, tajemniczy włóczęga Irimias. Społeczność zaczyna oczekiwać po nowo przybyłym cudu, który spowoduje zwrot w ich nędznej egzystencji. Irimias, doskonale zdaje sobie sprawę z degrengolady, jaka dotknęła wieś, bierze na siebie brzemię wybawienia ich od krzywd, jakich doznali. Mieszkańcy natychmiast zaczynają postrzegać go jak proroka, współczesnego Mojżesza, który wyprowadzi ich z domu niewoli do ziemi obiecanej. Zbawienie jednak nie nastąpi, gdyż złotousty przybysz nie jest wyczekiwanym prorokiem, lecz nikczemnym policyjnym szpiclem.

## W kulturze
W 1994 roku na kanwie powieści powstał, wielokrotnie nagradzany, czarno-biały film Szatańskie tango w reżyserii Béli Tarra.